# Orchestre Colonne
L’orchestre Colonne  est un orchestre symphonique français.
Fondé en 1873 par Édouard Colonne sous le nom d'Association artistique des Concerts Colonne, il est l'un des plus anciens orchestres associatifs parisiens encore en activité avec les concerts Pasdeloup (1861) et les concerts Lamoureux (1881).

## Historique
L'orchestre est intimement lié à la carrière de son fondateur, le violoniste et chef d'orchestre Édouard Colonne. Alors premier violon à l’orchestre de l’Opéra de Paris, il est remarqué par l’éditeur de musique Georges Hartmann, qui l’engage aussitôt à la tête du « Concert National » qu’il fonde en mars 1873 au Théâtre de l’Odéon avec comme objectif assigné de faire connaître à un large public les compositeurs français contemporains. La première saison remporte un succès triomphal et marque le renouveau, en France, de la musique symphonique. Mais malgré cette indéniable réussite auprès du public, le bilan financier catastrophique oblige Hartmann à renoncer.
Fort de son succès personnel, Édouard Colonne crée son propre orchestre, l’Association artistique des Concerts Colonne qui, dès novembre 1873, s’installe au Théâtre du Châtelet. Les Concerts Colonne servent alors avec passion la musique contemporaine de l’époque : ils imposent de nombreux musiciens français (Saint-Saëns, Massenet, Charpentier, Fauré, d'Indy, Debussy, Ravel, Widor, Dukas, Chabrier), intègrent dans leur répertoire Wagner et Richard Strauss, redécouvrent des œuvres oubliées comme la Damnation de Faust, qu’Hector Berlioz avait créée en 1846 à l’Opéra-Comique.
Édouard Colonne et son orchestre ont joué un rôle central dans la relance et le maintien de l'intérêt pour la musique de Berlioz après sa mort ; après un concert de 1877 de La Damnation de Faust au Chatelet, l'œuvre est devenue un élément permanent du répertoire de l'orchestre, jouée 117 fois au moment du centenaire du compositeur en 1903, ainsi que d'autres œuvres du compositeur. 
Sous la baguette de Colonne, l'orchestre joue principalement des œuvres françaises et allemandes. L’orchestre, qui a compté parmi ses membres le jeune chef des altos Pierre Monteux à partir de 1893, invite les plus grands solistes de l’époque (Sarasate, Pugno, Ysaÿe, etc.). Bien que Colonne dirige la grande majorité des concerts, il est l’un des premiers à faire appel à des chefs occasionnels étrangers, tels que Felix Mottl, Hans Richter, Arthur Nikisch ou Felix Weingartner. Mahler, Tchaïkovsky, Debussy, Grieg, Richard Strauss et Prokofiev viennent y diriger leurs œuvres au fil des années. L’Orchestre Colonne peut donc s’enorgueillir d’avoir accueilli, depuis ses débuts, les plus grands chefs d’orchestre. 
En avril 1910, Mahler donna la première française de sa deuxième symphonie au Théâtre du Châtelet. Toujours en 1910, Gabriel Pierné succède à Édouard Colonne après son décès. 
Pour ses Ballets russes, l'imprésario Sergei Diaghilev engageait un orchestre dans chaque ville visitée par sa compagnie ; À Paris, c'est l'orchestre Colonne qui, après la mort de son fondateur en 1910, joue pour les premières de ballets tels que L'Oiseau de feu (1910), Petrouchka (1911), L'Après-midi d'un faune (1912), Daphnis et Chloé (1912), Jeux (1913) et Le Sacre du printemps (1913). Une grande partie du grand ensemble qui a joué la première du Sacre du printemps  en 1913, sous la direction de Pierre Monteux, faisait partie de cet orchestre et avait été engagé pour l'occasion par Sergei Diaghilev. Même après le décès de son fondateur, l'orchestre s'est fait le champion de la nouvelle musique, avec 22 premières lors de la saison 1923-1924. Les subventions de l'État pour les orchestres avaient commencé en France en 1897 ; en 1929, les Concerts Colonne recevaient 75 000 francs par an, la même somme que les Lamoureux, les autres formations parisiennes recevant moins. 
La mobilisation des hommes réduisant considérablement les effectifs durant la Première Guerre mondiale, l'orchestre fusionne avec les Concerts Lamoureux. De décembre 1914 à octobre 1919, Gabriel Pierné et Camille Chevillard dirigent alternativement cette formation. Gabriel Pierné est suivi de Paul Paray (1932), Charles Münch (1956), Pierre Dervaux (1958), tous présidents-chefs d’orchestre, assurant à la fois la direction musicale et la responsabilité administrative. Marcel Landowski, puis Armin Jordan présideront ensuite aux destinées de l’Association artistique des Concerts Colonne, sans toutefois en assurer la direction musicale. 
Pendant l'occupation de la France par l'Allemagne pendant la Seconde Guerre mondiale, Édouard Colonne étant juif, les Concerts Colonne sont renommés Concerts Pierné. A la libération, l'orchestre récupère le nom de son fondateur. 
Depuis les réformes culturelles entreprises après la seconde guerre mondiale, les orchestres de sociétaires comme celui de Colonne obtiennent des subventions amoindries par rapport aux orchestres permanents, ce qui nuit à leur niveau de pratique et affecte leur prestige.
Depuis 2010, l'Orchestre Colonne gère la Salle Colonne, salle art-déco exploitée suivant la circonstance comme salle de concert, salle de répétition, studio d'enregistrement, ou espace évènementiel modulable. 

### Hommage aux victimes des attentats du 13 novembre 2015
Comme chaque année, l'orchestre Colonne participe à la saison de ballet de l'Opéra de Paris. Durant la saison d'hiver 2015-2016, les musiciens accompagnent les danseurs lors des représentations du ballet de Léon Minkus La Bayadère.
Lundi 16 novembre à 19 h 30, l'Opéra national de Paris ouvre à nouveau ses portes, après deux jours de fermeture au public à la suite des attentats du 13 novembre 2015, pour la générale du ballet. Stéphane Lissner, entouré de la troupe et de toute l'équipe de l'opéra, prononce, sur la scène de l'Opéra Bastille, un important discours en hommage aux victimes des attentats, rappelant qu'« Il n'y a pas de meilleure réponse que de jouer, jouer et jouer encore », avant d'inviter le public à respecter une minute de silence et à chanter ensemble La Marseillaise jouée par les musiciens de l'orchestre Colonne,.

### Concert anniversaire des 150 ans
Pour ses 150 ans, l'orchestre Colonne donne le 28 janvier 2024, sous la direction de Jean-Claude Casadesus — qui y a fait ses armes comme timbalier en début de carrière —, le même programme que le programme inaugural de l'orchestre joué le 2 mars 1873. Un concert anniversaire est également programmé le 28 avril 2024 au Théâtre des Champs-Élysées (avec L'Apprenti sorcier de Paul Dukas, le Concertstück pour harpe et orchestre de Gabriel Pierné, la Symphonie fantastique (Un Bal et Marche au supplice) d'Hector Berlioz, L'Oiseau de feu (Berceuse et Final) d'Igor Stravinsky, Daphnis et Chloé (2e Suite) de Maurice Ravel, et L'Invitation au voyage, œuvre mystère),.

## Organisation
L'orchestre Colonne est une société coopérative de production depuis 1984 officiellement dénommée Association artistique des concerts Colonne. Elle se compose d'un orchestre d'une centaine de musiciens professionnels sociétaires. Depuis 1982, l'association est à nouveau dotée d'un chœur symphonique bénévole. Le Chœur Colonne, qui prend son indépendance vis-à-vis de l'Orchestre Colonne, est  depuis septembre 2015 une association composée d'une cinquantaine de choristes, amateurs de très bon niveau. Laurent Petitgirard élu initialement en décembre 2004 puis, « seul chef français directeur musical d'un orchestre parisien », réélu régulièrement tous les trois ans, a dirigé l'orchestre jusqu'en avril 2018.
L'orchestre depuis la fin du XXe siècle a été dirigé par Sylvain Cambreling, Dennis Russell Davies, Michel Corboz, Kent Nagano, Mauricio Kagel, Lovro von Matačić, Armin Jordan, Günter Neuhold, Edmon Colomer, Antonello Allemandi, Stéphane Denève, Alexandre Piquion, Marc Korovitch, Martin Lebel, Michaël Cousteau, Richard Wilberforce, Scott Sandermeier, Vahan Mardirossian, Laurent Brack, Laurent Goossaert.

## Directeurs musicaux
- Édouard Colonne (1873-1910)
- Gabriel Pierné (1910-1932)
- Paul Paray (1932-1940 puis 1945-1956)[14]
- Richard Blareau[15],[16]
- Charles Münch (1956-1958)
- Pierre Dervaux (1958-1992)
- Antonello Allemandi (1992-1997)[17]
- Laurent Petitgirard (2004-2018)[18]
- Marc Korovitch (2022)[19]

## Principales créations
Parmi les principales premières données par l'orchestre Colonne, on relèvera : Saint-Saëns Danse macabre (1875), Chausson Soir de fête (1898), Enesco Poème roumain (1898), et Symphonie no 1 (1906), d'Indy Jour d'été à la montagne (1906), Ravel Une barque sur l'océan (1907) et Rapsodie espagnole (1908), Ibert La Ballade de la geôle de Reading (1922), Debussy Khamma (1924), Mihalovici Capriccio roumain (1937), Bondeville Symphonie chorégraphique (1965).
On notera également :
- 1905 : les 27 et 29 août, création et deuxième représentation[21] des Hérétiques, au Théâtre des Arènes à Béziers, opéra en 3 actes de Ferdinand Hérold, musique de Charles Gaston Levadé.

## Au cinéma
- Dans le film Fauteuils d'orchestre (2006) de Danièle Thompson, c'est l'Orchestre Colonne dirigé par Laurent Petitgirard qui interprète le célèbre concerto pour piano et orchestre no 5 L'Empereur de Ludwig van Beethoven avec le soliste François-René Duchâble dans les traits d'Albert Dupontel à l'écran.
- L'Orchestre Colonne dirigé par Laurent Petitgirard interprète la bande originale du film Essaye-moi réalisé par Pierre-François Martin-Laval en 2006 composée par Pierre Van Dormael[22].

## Discographie
L'orchestre Colonne a été l'un des premiers orchestres à se lancer dans une série d'enregistrements sonores lorsque, à partir de 1908-1909, Colonne lui-même est entré en studio, conduisant à 20 disques avec l'orchestre pour Pathé à Paris dans les années 1920. Une deuxième période d'enregistrement pour l'orchestre eut lieu de 1928 à 1931 sous la direction de Pierné, avec 148 disques 78 tours, couvrant le répertoire français, russe et allemand. En 1938, Yehudi Menuhin enregistre le Concerto pour violon de Mendelssohn et la Légende de Wieniawski avec Enescu à la tête de l'orchestre Colonne, et pendant la guerre, Roger Désormière a enregistré des œuvres françaises contemporaines de Messaien, Delvincourt, Barraud et Delannoy. Après La Péri et la Symphonie fantastique  de Paray en 1949 et 1951, le principal chef d'orchestre des disques restants était Jean Fournet, avec 28 disques entre 1947 et 1951.
- Orchestre Colonne – Cent trente ans au service de la musique (2 CD, label Cascavelle, 2005)[26].

### Iconographie

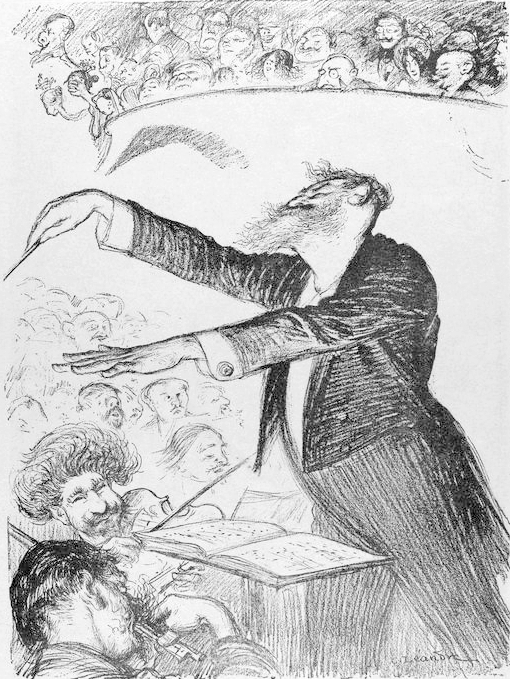
M. Edouard Colonne laissant échapper un pianissimo, dessin de Charles Léandre paru dans la rubrique « Les Tempêtes Sonores - Les Concerts du Châtelet » de la revue Le Rire en 1890.
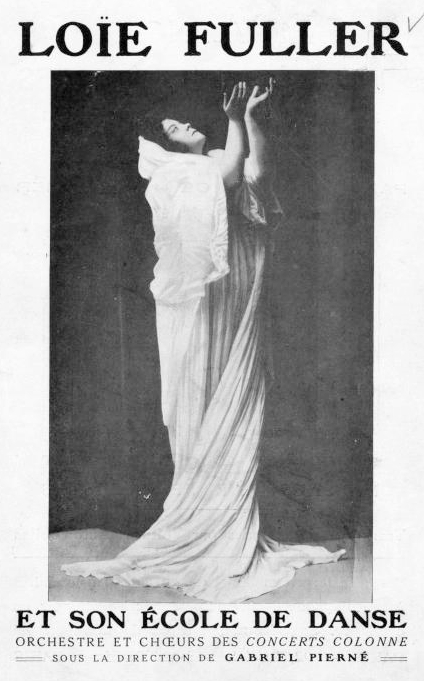
Programme des Concerts Colonne pour le spectacle de Loïe Fuller sous la direction de Gabriel Pierné en 1914.
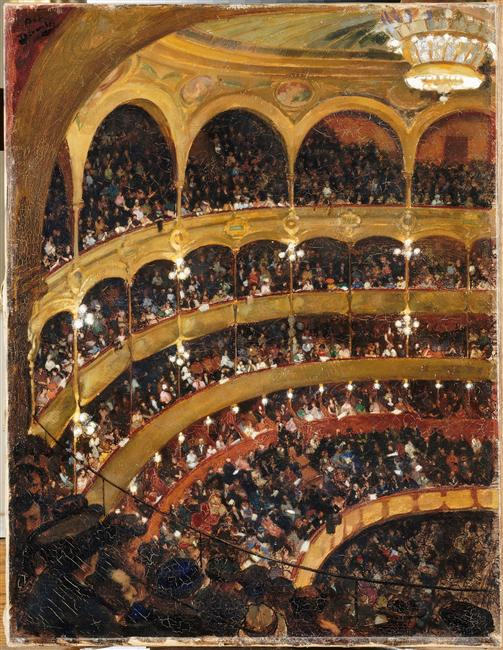
Concert Colonne (non daté), André Devambez (1867-1944), huile sur toile, Musée d'Orsay (Paris).

## Galerie

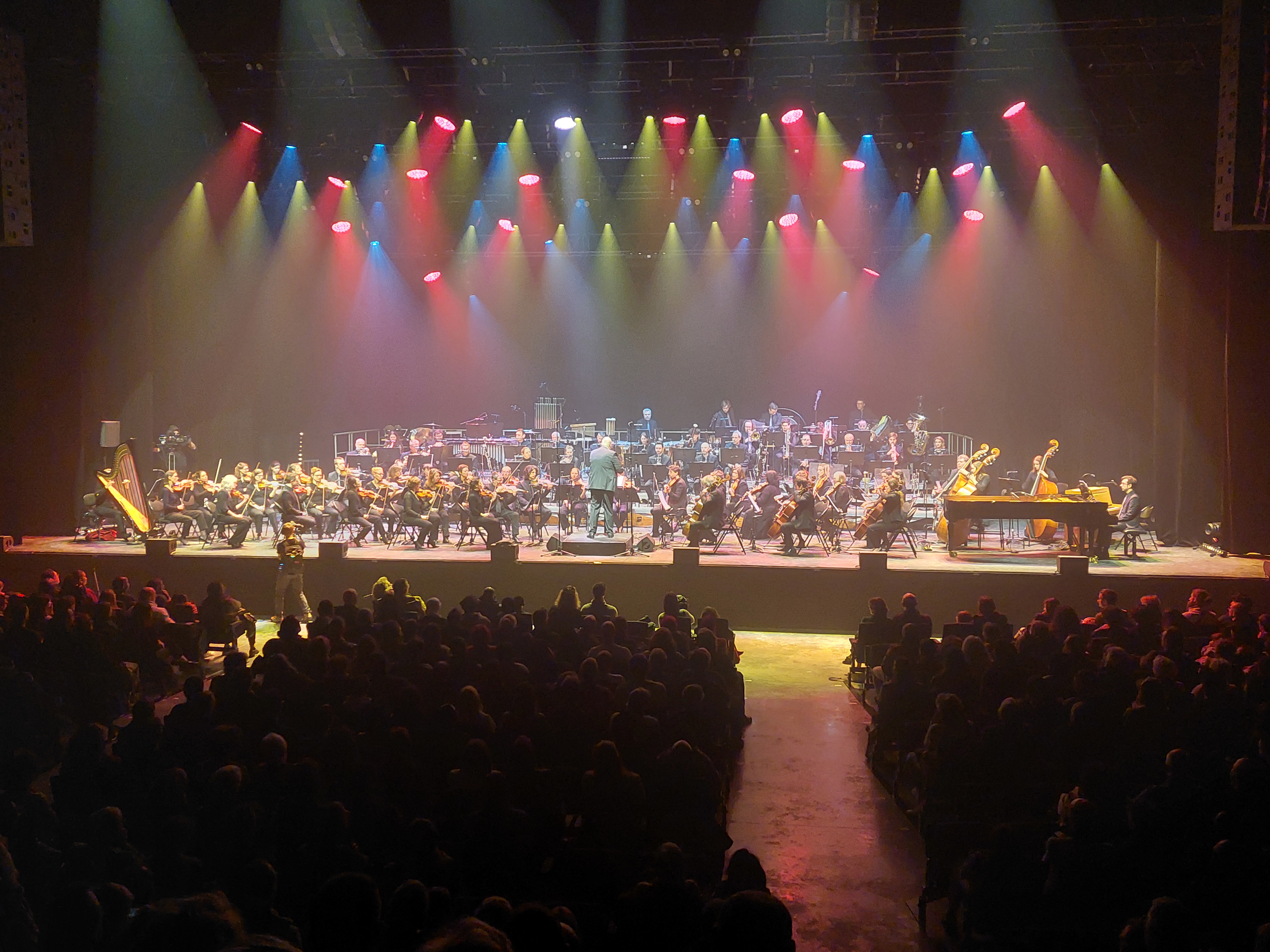
Concert d'inauguration de l'Arène de l'agora d'Évry (21 avril 2024).